# Simon Goulart

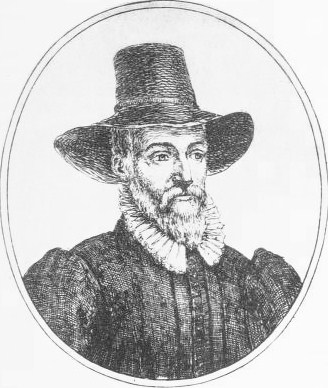
Simon Goulart

Simon Goulart d. Ä. (* 20. Oktober 1543 in Senlis, Frankreich; † 3. Februar 1628 in Genf, Genfer Republik) war ein französischer Humanist, Übersetzer und Autor sowie reformierter Theologe. Teilweise ist er auch gelistet als Gulart, S. G. S., Simon Goulart von Senlis, Goulard von Senlis, Goulartus, Goulardus, Goulartius, Goulart, Golartius, Golart oder Gaulard.

## Leben
Goulart studierte zunächst Rechtswissenschaften, wurde dann aber als Anhänger der Reformation Theologe. Im Jahr 1566 kam er nach Genf, wurde noch im selben Jahr Pfarrer in Chancy und fünf Jahre später (1571) in Genf. Mit Erlaubnis der Genfer Regierung versah er seinen Kirchendienst vorübergehend in mehreren französischen Gemeinden, nämlich 1576 in der Provinz Forez, 1582 in der Champagne und 1600 in Grenoble.
Nach dem Tod Théodore de Bèzes führte er auf Wunsch des Rats sieben Jahre den Vorsitz in der Vénérable Compagnie des pasteurs. Goulart war Schriftsteller, sammelte kleinere Schriften und Aktenstücke über die französischen Religionskriege und war Herausgeber der von Jean Crespin (1520–1572) begonnenen Leidensgeschichte der Hugenotten. Sein Sohn war der gleichnamige Theologe und Schriftsteller Simon Goulart (1575–1628).

## Ehrungen
In Genf ist ein Platz nach ihm benannt.